# Mariano Pardo Ros
Mariano Pardo Ros (San Javier, Regió de Múrcia, 1993) és un autor de còmics i il·lustrador gràfic.

## Biografia
Es va formar a l'Escola Superior d'Arts Saint-Luc de Brussel·les, quedant finalista del premi Laurent Moonens, atorgat per aquesta institució als estudiants de final de curs.
És col·laborador del fanzine col·lectiu Le Petit Eborgneur.
El 2018 va rebre una beca Injuve de creació jove, gràcies a la qual es va poder consacrar a la realitzacó del còmic Becky Riot. Aquesta òpera prima de Pardo té com a tema principal el fracàs i la sol·ledat en l'adolescència, a partir d'una història que pren com inspiració el grup rebel Pussy Riot. El còmic beu de referents del còmic underground com Daniel Clowes o de l'humor negre del cinema de Todd Solondz, inspirant-se també en l'humor àcid de la sèrie televisiva Els Simpson, tal com i reconeix el mateix autor. Segons la crítica, «el còmic de Mariano ens ofereix una brillant mirada sobre l'adolescència, en la qual no hi falta la recerca de la pròpia identitat i altres temes com el bullying».
Becky Riot fou publicat per l'editorial Astiberri el 2022 i va tenir una molt bona acollida per part de la crítica, obtenint una nominació al Premi a l'Autor revelació del 41 Comic Barcelona i una altra nominació al Premi a l'autor emergent concedit per l'Associació de Crítics i Divulgadors de Còmic (ACDCómic). Així mateix, el diari Ara el va incloure a la llista de les deu millors recomenacions de còmic del 2022.

## Obra
2022 - Becky Riot (Astiberri)

## Premis i reconeixements
- 2018 - Premi Injuve a la Creació Jove.
- 2023 - Nominació al premi a l'autor revelació del 41 Comic Barcelona per Becky Riot.[5]
- 2023 - Finalista del premi a l'autor emergent concedit per l'Associació de Crítics i Divulgadors de Còmic (ACDCómic), per Becky Riot.[6]